# Micalula longithorax
Micalula longithorax là một loài nhện trong họ Salticidae.
Loài này thuộc chi Micalula. Micalula longithorax được Alexander Petrunkevitch miêu tả năm 1925.